# Jacinto Zamora

Porträt Jacinto Zamora

Jacinto Zamora y del Rosario (* 14. August 1835 in Manila; † 17. Februar 1872 in Manila) war ein philippinischer Priester der römisch-katholischen Kirche, der sich für Reformen in der spanischen Kolonie der Philippinen einsetzte. Er gilt als ein Nationalheld der Philippinen.

## Leben
Er wurde als Sohn des Venancio Zamora und der Hilaria del Rosario in Pandacan, einem heutigen Stadtteil von Manila geboren. In seiner Jugend galt er als rebellisch. Er führt 1860 einen Studentenprotest an und wurde dafür zu zwei Monaten Haft verurteilt. Zunächst dient er in kleineren Gemeinden, später fungiert er als Prüfer für junge Priester an der Kathedrale von Manila. Er studierte an der theologischen Fakultät der Päpstlichen und Königlichen Universität des heiligen Thomas von Aquin in Manila, wo er auch von den Lehren von Pedro Pelaez beeinflusst wurde. Er arbeitete eng mit Mariano Gomez und Jose Burgos in der Reformkommission zusammen, mit denen er als das GOMBURZA-Trio in die philippinische Geschichte einging. 

### Hinrichtung & Tod
Als er im Januar 1872 infolge des Cavite-Aufstandes verhaftet wurde, schrieb er gerade an seiner Doktorarbeit. Bei der Durchsuchung fand man ein Schriftstück, in dem ein Freund berichtet, er habe nun powder and ammunition bullets (wörtlich übersetzt: Pulver und Gewehrmunition). Das Schriftstück machte Zamora nun höchst verdächtig. Was die Fahnder nicht wussten oder bewusst nicht zur Kenntnis nehmen wollten, war die Tatsache, dass Zamora ein leidenschaftlicher Kartenspieler war. Der Terminus powder and ammunition besagte in den damaligen Spielerkreisen, dass Geld für einen Karteneinsatz zur Verfügung stand. Die Missinterpretation war für Zamora fatal. Er wurde der Subversion angeklagt, am 6. Februar schuldig gesprochen und zum Tode durch die Garotte verurteilt. Die Hinrichtung fand am 17. Februar 1872 auf dem Gelände des heutigen Rizal-Parks statt. Über Zamoras Hinrichtung ist lediglich bekannt, dass er vor der Exekution verrückt geworden sein muss. Er konnte sich weder artikulieren noch ein Gebet sprechen.
Der Tod des Gomburza-Trios empörte die philippinische Öffentlichkeit und inspirierte später die Bewegung der Illostrados und die Propagandabewegung philippinischer Studenten in Europa, die 1892 zur Gründung der Liga Filipina, des Katipunan und 1896 der philippinischen Revolution führte. José Rizal setzte Jacinto Zamora ein literarisches Denkmal in seinem Werk „El Filibusterismo“ (Der Aufruhr).